# Markgraben (Ammer)
Der Markgraben ist ein Bach in den Ammergauer Alpen im Landkreis Garmisch-Partenkirchen in Bayern. Er ist etwa einen Kilometer lang und mündet im Pulvermoos in die Ammer.

## Verlauf
Der Markgraben entspringt am nördlichen Fuß des Steckenbergs etwa 350 Meter westlich des unteren Kasten  auf einer Höhe von etwa 850 m ü. NHN. Er fließt in nordnordöstlicher Richtung durch das Pulvermoos, wo er die Grenze zwischen Oberammergau und Unterammergau bildet. An dessen Nordrand mündet der Bach auf einer Höhe von 829 m ü. NHN von links in die Ammer.